# 6 aC

## Esdeveniments

### Llocs

#### Judea
- La Judea passa a control romà.
- Herodes el Gran actua amb duresa amb els Fariseus, que anunciaven el naixement del messies i que el final del seu regne s'aproximava.

### Temàtiques
Literatura
- Tit Livi publica la seva història.